# 蘆邊遊步
蘆邊遊步（日语：あしべゆうほ，1949年7月12日—），日本漫畫家，代表作為《水晶龍》、《惡魔的新娘》。

## 經歷
青森縣三澤市出身，1970年作品〈マドモアゼルにご用心〉刊登於《別冊少女コミック》而出道。
蘆邊遊步是少女漫畫雜誌《月刊Princess》的創刊元老之一，其連載作品《惡魔的新娘》（原作：池田悅子）自創刊號起即大受歡迎，1988年發行OVA，迨至2000年單行本已發行超過1100萬冊。
1994年其作品《Darkside Blues》（原作：菊地秀行）改拍的動畫電影上映。